# Ferdinand Diehl
Ferdinand Diehl (* 20. Mai 1901 in Unterwössen; † 27. August 1992 in Gräfelfing) war ein deutscher Puppenfilmregisseur. 

## Leben
Der Sohn eines Kunstmalers besuchte von 1912 bis 1919 die Mittelschule und dann die Kunstgewerbeschule München. 1927 arbeitete er in der Kulturabteilung der Filmgesellschaft Emelka am Tricktisch und zog seinen Bruder Hermann als Trickfilmzeichner hinzu. Nach der Schließung der Emelka 1932 machten die Brüder sich selbstständig.
Im Maleratelier ihres kurz zuvor verstorbenen Vaters entstand der Scherenschnittfilm Kalif Storch, wobei auch der Bruder Paul Diehl mitarbeitete. Danach wandten sich die Brüder dem Puppentrickfilm zu. Hermann schuf die Figuren, während Ferdinand als Regisseur und Animator tätig war. Für die Gebrüder-Diehl-Film in Gräfelfing drehte er zwischen 1929 und 1970 über 30 Puppentrickfilme, die mit weit über 1000 Puppen realisiert wurden. Neben Beiprogrammfilmen für das Tobis-Tonbild-Syndikat und kleinen Werbefilmen schufen die Brüder zahlreiche Produktionen für das 1931 gegründete Institut für Film und Bild in Wissenschaft und Unterricht, das die Aufgabe hat, für den Schulunterricht geeignete Filme zu verbreiten.
Die bekannteste ihrer Figuren ist der 1938 im Film Der Wettlauf zwischen dem Hasen und dem Igel entstandene Igel, der nach dem Zweiten Weltkrieg unter dem Namen Mecki bekannt wurde. Eine gewisse Popularität erreichte auch Kasperl Larifari, der erstmals 1950 in dem abendfüllenden Film Immer wieder Glück erschien. Der letzte Film der Gebrüder Diehl ist die 1970 ausgestrahlte Fernseh-Adaption von Die Bremer Stadtmusikanten.